# Christian Matzka
Christian Matzka (* 31. Oktober 1959) ist ein österreichischer Historiker und Geograph. Er lehrt als Hochschulprofessor an der Kirchlichen Pädagogischen Hochschule Wien/Krems im Verbund Lehramt-Ost an der Universität Wien Geschichte und Sozialkunde/Politische Bildung.

## Leben und Wirken
Christian Matzka absolvierte an der Universität Wien ein Lehramtsstudium für Geographie und Wirtschaftskunde, Geschichte und Sozialkunde an Höheren Schulen und legte die Lehramtsprüfung im Jahr 1985 ab. Sein Doktoratsstudium schloss er 2004 mit der Promotion zum Dr. phil ab. Die Dissertation Tourismus im Wienerwald vom Bau der Eisenbahnen bis zum Ersten Weltkrieg, 1850–1914 betreuten Karl Vocelka und Martin Scheutz.
Als Lehrer war Matzka von 1985 bis 1992 an der HBLA 4  und von 1989 bis 2007 an der HBLTW 13 tätig. Von 1999 bis 2001 war er Direktor an der HLTW 13 in Wien. An der Universität Wien wirkte er seit 1995 als Lektor am Institut für Geschichte und von 1989 bis 2001 als Bundeslehrer im Hochschuldienst am Zentrum für das Schulpraktikum.
Von 2002 bis 2007 folgte eine Tätigkeit als Lehrer an der Pädagogischen Akademie der Erzdiözese Wien. Anschließend bekleidete er von 2007 bis 2011 das Amt eines Vizerektors der von der Erzdiözese Wien gegründeten Kirchlichen Pädagogischen Hochschule Wien/Krems. Er war zudem Gastlektor am St. Patrick’s University College Dublin und am St. Mary’s University College Belfast.
Matzka war außerdem Vorsitzender der Kommission für Fachdidaktik der Österreichischen Geographischen Gesellschaft. Als Referent nahm er an zahlreichen internationalen Fachtagungen teil, so zum Beispiel als Vertreter Österreichs und des BMBWK bei der internationalen Konferenz Kulturtourismus der WTO in Kambodscha, an der CIES-Konferenz in Montreal, an der IGU-Tagung in London, am Deutschen Geographentag in Passau sowie an Tagungen der GDÖ.
Von 2000 bis 2018 war er außerdem Mitglied des Gemeinderates seiner Heimatgemeinde Purkersdorf im Bezirk St. Pölten sowie von 2010 bis 2018 Vizebürgermeister und Stadtrat für Kultur und Wissenschaft. Seit 2005 leitet er als Kustos das Stadtmuseum Purkersdorf.
Matzka ist verheiratet mit Magister Ulrike Matzka und hat zwei Töchter.

## Auszeichnungen
- Goldene Ehrennadel und Goldener Ehrenring[5] der Stadtgemeinde Purkersdorf
- Silbernes Ehrenzeichen des Sozialdemokratischen Gemeindevertreterverbandes NÖ[1]
- Wehrdiensterinnerungsmedaille in Bronze, Silber, Gold.[1]

## Publikationen (Auswahl)
- Wohnbaupolitik und Wählerstruktur in der Wienerwaldstadt Purkersdorf. Diplomarbeit, Universität Wien 1985
- mit Michael Eigner, Alfred Heinrich, Heinz Süssenbacher: Kultur-Tourismus 1. Trauner, Linz 2000, ISBN 3-85487-085-X
- mit Michael Eigner, Alfred Heinrich, Heinz Süssenbacher: Kultur-Tourismus 2. Trauner, Linz 2000, ISBN 3-85487-086-8.
- The Austrian educational System and cultural tourism. How to make young people fit for the job in cultural tourism. In: WTO (Hrsg.): Cultural Heritage and Tourism Development. A report on the International Conference on Cultural Tourism. Siem Reap, Cambodia, 11.– 13. December 2000 (Madrid 2001), ISBN 9284404843.
- Tourismus im Wienerwald vom Bau der Eisenbahnen bis zum Ersten Weltkrieg (1850–1914). Die Entstehung einer Freizeitregion vor den Toren der Großstadt. (Zugleich Dissertation 2004.) Niederösterreichisches Institut für Landeskunde, St. Pölten 2007, ISBN 978-3-85006-162-9.
- 40 Jahre Stadterhebung. Purkersdorf 1967–2007. Purkersdorf 2007